# Angus
Angus er en af Skotlands 32 kommuner. Kommunen grænser op til Aberdeenshire, Perth and Kinross og City of Dundee. Angus Kommune blev oprettet den første april 1996.
De vigtigste erhverv er landbrug og fiskeri.
Angus består af tre forskellige geografiske områder. I nord og vest er der mange bjerge. Dette område kaldes Angus Glens, og det er tyndt befolket. I syd og øst er det et bakkelandskab ned mod havet, og dette område har nogle større byer. Mellem dem ligger Stratmore, en frugtbar dal, som er kendt for dyrkning af kartofler og frugt. Desuden er der kvægdrift, hvor især kødkvæg af racen Angus er kendt.

## Traditionelt grevskab
Angus er også et traditionelt grevskab, der grænser op til Kincardineshire, Aberdeenshire og Perthshire samt Firth of Tay.

## Byer og landsbyer

### Byer
- Arbroath, den største by i det moderne county
- Brechin
- Carnoustie
- Forfar, county town og administrativt centrum
- Kirriemuir
- Monifieth
- Montrose

### Landsbyer
- Aberlemno
- Airlie
- Arbirlot
- Ardovie
- Auchinleish
- Auchmithie
- Auchnacree
- Auchterhouse
- Balintore
- Balkeerie
- Balmirmer
- Barry
- Birkhill
- Boddin
- Bowriefauld
- Boysack
- Brechin
- Brewlands Bridge
- Bridge of Craigisla
- Bridgefoot
- Bridgend of Lintrathen
- Bucklerheads
- Burnside of Duntrune
- Caldhame
- Camuston
- Careston
- Carlogie
- Carmyllie
- Castleton
- Charleston
- Clayholes
- Clova
- Colliston
- Cortachy
- Craichie
- Craigo
- Craigton
- Douglastown
- Dun
- Dunnichen
- Eassie
- Elliot
- East Haven
- Edzell
- Farnell
- Ferryden
- Folda
- Friockheim
- Finavon
- Gallowfauld
- Gateside
- Glamis
- Greystone
- Guthrie
- Hillside
- Inveraldie
- Inverkeilor
- Inverarity
- Kellas
- Kincaldrum
- Kingennie
- Kingsmuir
- Kirkbuddo
- Kirkinch
- Kirkton of Glenisla
- Kirkton of Kingoldrum
- Letham
- Liff
- Little Brechin
- Little Forter
- Lucknow
- Lunan
- Lundie
- Marywell
- Memus
- Menmuir
- Milden
- Milton of Finavon
- Milton of Ogilvie
- Monikie
- Muirdrum
- Muirhead
- Murroes
- Newbigging
- Newtyle
- Noranside
- Oathlaw
- Old Balkello
- Panbride
- Redford
- Ruthven
- St Vigeans
- Salmond's Muir
- Stracathro
- Strathmartine
- Tannadice
- Tarfside
- Tealing
- Templeton
- Trinity
- Unthank
- Upper Victoria
- Wellbank
- Wester Denoon
- Whigstreet
- Woodhill

## Seværdigheder
- Aberlemno (piktiske symboler)
- Angus Folk Museum, Glamis
- Arbroath Abbey, stedet hvor Arbroathdeklerationen blev underskrevet[2]
- Barry Mill
- Brechin Cathedral
- Brechin Castle
- Brechin Round Tower
- Caledonian Railway (Brechin)
- Cairngorms National Park
- Corrie Fee National Nature Reserve
- Eassie Stone[3]
- Edzell Castle
- Glamis Castle[4]
- Glenesk Folk Museum
- House of Dun
- Loch of Kinnordy Nature Reserve
- Meffan Institute, museum og kunstgalleri i orfar
- Monboddo House
- Montrose Air Station Heritage Centre, stedet for en første militære flyvestation i Storbritannien RAF Montrose
- Montrose Basin Nature Reserve
- Montrose Museum